# يوهان ريغلر
يوهان ريغلر (بالألمانية: Johann Riegler)‏ (مواليد 17 يوليو 1929) هو لاعب كرة قدم. يلعب مع منتخب النمسا لكرة القدم. سبق له أن لعب في كأس العالم لكرة القدم مع منتخب بلاده.

## روابط خارجية
- يوهان ريغلر على موقع الاتحاد الدولي (مؤرشف)  (الإنجليزية)
- يوهان ريغلر على موقع قاعدة بيانات كرة القدم.إي يو (الإنجليزية)
- يوهان ريغلر على موقع ناشيونال فوتبول تيمز (الإنجليزية)
- يوهان ريغلر على موقع Soccerway.com (الإنجليزية)
- يوهان ريغلر على موقع عالم كرة القدم.نت (الإنجليزية)